# تصفيات كأس العالم 1954
شارك ما مجموعه 37 فريقًا في التصفيات المؤهلة لكأس العالم 1954، حيث تنافسوا على إجمالي 16 مركزًا في البطولة النهائية، تأهلت سويسرا، بصفتها الدولة المضيفة، والأوروغواي، حاملة اللقب، تلقائيًا، تاركة 14 مركزًا مفتوحًا للمنافسة.